# Harry Oppenheimer

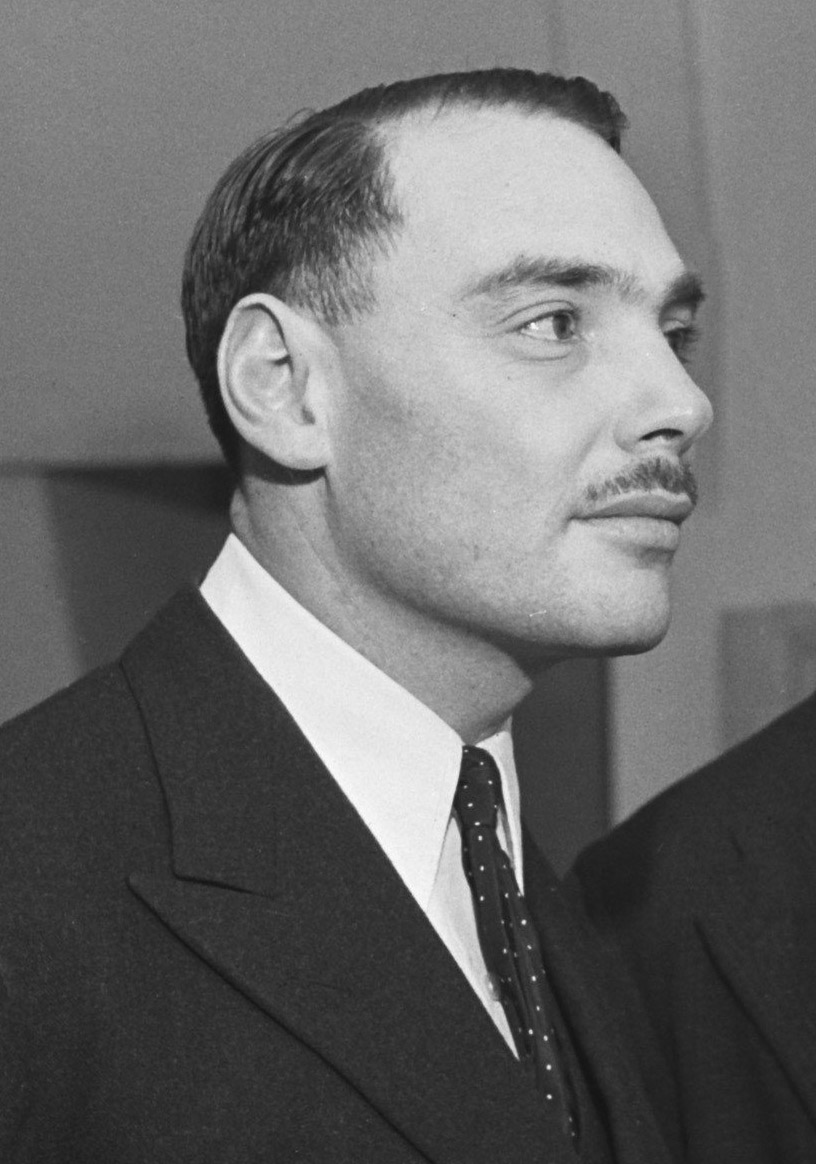
Harry Oppenheimer (Amsterdam, 1945)

Harry Oppenheimer (28 de outubro de 1908 — 19 de agosto de 2000) foi um empresário sul-africano, judeu de origem alemã, e um dos mais proeminentes homens de negócios de seu país e um dos mais ricos do mundo.
Seu pai, Ernest Oppenheimer, foi o fundador da De Beers Consolidated Mines Ltd.